# Laguna Lagunillas (Uncía)
Die Laguna Lagunillas ist ein See am Nordwestrand der Cordillera Central und östlich der Cordillera Azanaques im Departamento Potosí in Bolivien.

## Lage im Nahraum
Der abflusslose See liegt in einer Bergregion sechzig Kilometer östlich des Poopó-Sees in einem Hochtal, das eingerahmt wird von Bergkuppen, die bis in eine Höhe von 4300 m aufragen. Der See liegt auf einer Höhe von 3938 m und hat eine Fläche von etwa 58 Hektar, die jedoch je nach Niederschlag und Jahreszeit geringen Schwankungen unterworfen ist.

## Geographie

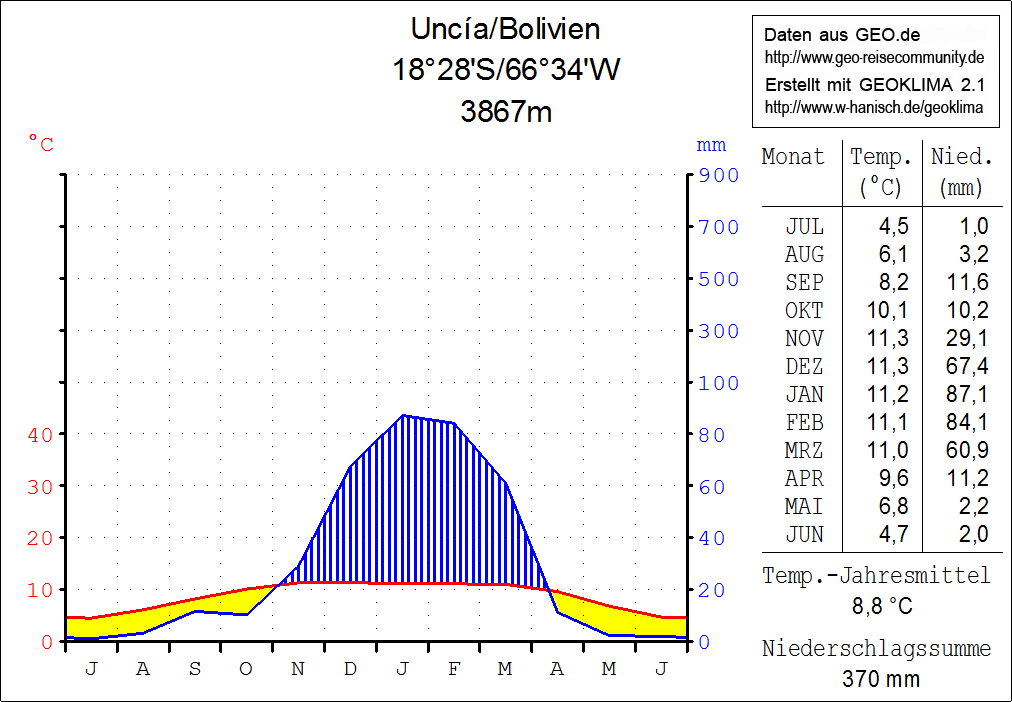
Klimadiagramm Uncía

Die  Vegetation ist die der Puna, das  Klima ein typisches Tageszeitenklima, bei dem die täglichen Temperaturschwankungen größer sind als die monatlichen Schwankungen.
Die mittlere Jahresdurchschnittstemperatur liegt bei 9 °C, die  Monatsdurchschnittswerte schwanken zwischen knapp 5 °C im Juni/Juli und  11 °C von November bis März (siehe Klimadiagramm Uncía). Der  Jahresniederschlag beträgt 370 mm und fällt vor allem in den Sommermonaten, die aride Zeit mit Monatswerten von maximal 10 mm dauert von April bis Oktober.

## Besiedlung
Die Ebene um die Laguna Lagunillas herum weist eine recht dichte Besiedlung auf und ist landwirtschaftlich intensiv genutzt. Sie hat eine Länge und Breite von je etwa drei Kilometern. Durch die Ebene verläuft die Nationalstraße Ruta 6, die aus nordwestlicher Richtung von Uncía kommend nach Chuquihuta im Südosten führt und dabei die Ortschaft Laguna am Südrand der Laguna Lagunillas passiert.